# کوه نبی یونس
کوه نبی یونس (به لاتین: Mount Nabi Yunis) یک کوه در دولت فلسطین است که در استان الخلیل واقع شده‌است. کوه نبی یونس ۱٬۰۳۰ متر بالاتر از سطح دریا واقع شده‌است.